# الكيخوتية

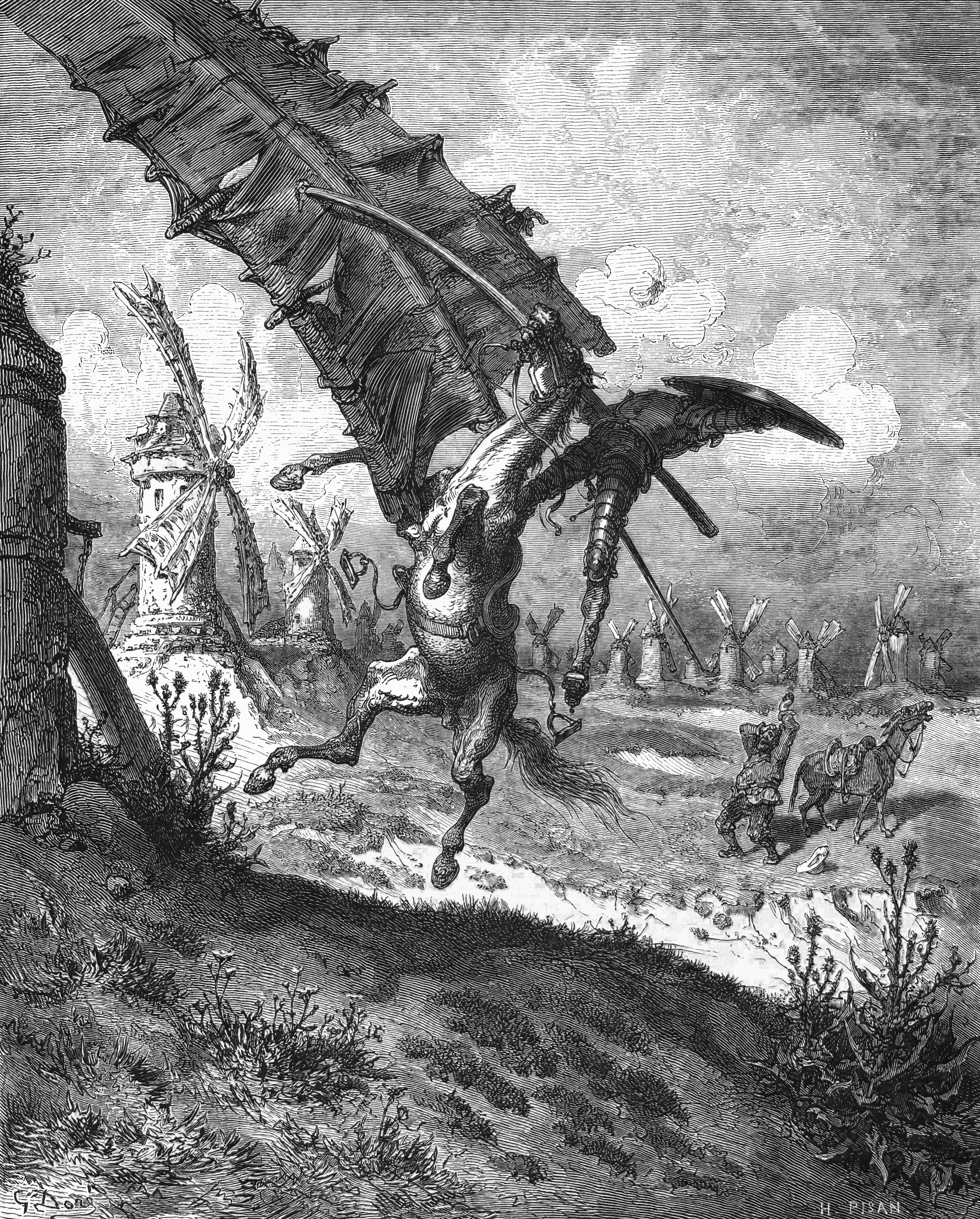
رسم توضيحي من قبل غوستاف دوريه يصور مشهد طاحونة الهواء الشهيرة، حيث يحارب البطل مع طواحين الهواء، التي يتخيل أنها عمالقة.

الكيخوتية أو الكيشوتية (بالإسبانية: Quijotería) هي ممارسة عدم الواقعية في اللحاق بالمثاليات، بالأخص تلك التي تبرز نفسها عن طريق أفكار متعجلة، شامخة، ورومانسية؛ أو عن طريق أفعال شهمة بشكل زائد عن اللزوم. كما إنها تصف المثالية التي لا تأخذ بعين الاعتبار البراغماتية. يمكن وصف شخص متسرع أو عمل ناتج عن الدافع لا التفكير بكيخوتي.
الكيخوتية هي بالعادة متعلقة بالمثالية المبالغ فها، أي المثالية التي لا تأخذ يعبن الاعتبار النتيجة أو اللامنطقية. كما إنها متعلقة بالرومانسية الحمقاء، وأدب المدينة الفاضلة.

## أصل الكلمة
الكيخوتية هي تعبير أو صفة ظهرت بعد نشر دون كيخوت في 1605. دون كيخوت، بطل هذه الرواية التي تم كتابتها من قبل الأديب ميغيل دي ثيربانتس، يحلم بعالم رومانسي مثالي يعتقد أنه حقيقي، ويتصرف على هذه المثالية الذي اختلقها، مما يؤدي إلى نزاعاته الخيالية المشهورة مع طواحين هواء يعتقدها هو لأن تكون وحوشًا، مؤديًا إلى الاستعارة: «مجاولًا على الطواحين».